# رندی نیومن
رندی نیومن (انگلیسی: Randy Newman؛ زادهٔ ۲۸ نوامبر ۱۹۴۳) یک تنظیم‌کننده، خواننده-ترانه‌سرا، آهنگساز، و نوازنده پیانو اهل ایالات متحده آمریکا است.وی با ۲۲ نامزدی اسکار موفق به دریافت ۲ جایزه اسکار شده است.
نیومن دانش‌آموخته دانشگاه کالیفرنیا، لس‌آنجلس می‌باشد و از سال ۱۹۶۱ میلادی تاکنون مشغول به فعالیت است.
از مهم‌ترین آثار وی که موجب محبوبیت او شد می‌توان به ترانه "تو دوست من هستی" در انیمیشن "داستان اسباب‌بازی‌ها" اشاره کرد که در سال 1996 برنده جایزه اسکار بهترین تصنیف شد.

## جوایز و افتخارات
- برنده جایزه اسکار بهترین تصنیف
- برنده جایزه گرمی
- راه‌یافته به تالار مشاهیر ترانه‌سرایان
- راه‌یافته به تالار مشاهیر راک اند رول

## فیلمشناسی
- بیداری‌ها
- جیمز و هلوی غول‌پیکر
- داستان اسباب‌بازی
- داستان اسباب‌بازی ۲
- داستان اسباب‌بازی ۳
- دانشگاه هیولاها
- رگتایم
- زندگی یک حشره
- شاهدخت و قورباغه
- شرکت هیولاها
- ماشین‌ها
- ماوریک
- ملاقات با فاکرها
- ملاقات با والدین
- سه رفیق